# Uttenreuth
Uttenreuth est une commune de Bavière (Allemagne), située dans l'arrondissement d'Erlangen-Höchstadt, dans le district de Moyenne-Franconie.
Elle est jumelée avec :
- Saint-Grégoire (Ille-et-Vilaine) (France) depuis 1992.